# Hiatella arctica
Hiatella arctica és un mol·lusc bivalve marí pertanyent a la família Hiatellidae que habita en l'oceà Àrtic, així com a Nova Zelanda, les illes Chatham i Macquerie (Austràlia). Viu en l'intermareal fins a una profunditat de 180 m per sota del nivell del mar.